# Banba-juku

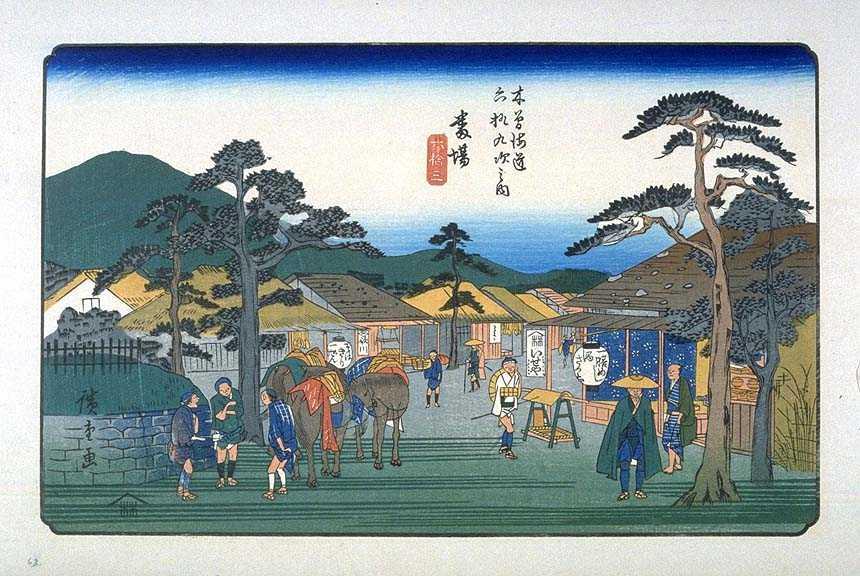
Banba-juku, estampe de Hiroshige de la série Les Soixante-neuf Stations du Kiso Kaidō.

Banba-juku (番場宿, Banba-juku) était la soixante-deuxième des soixante-neuf stations du Nakasendō. Elle est située dans la ville moderne de Maibara, préfecture de Shiga au Japon.

## Histoire
Banba-juku était à l'origine une station le long du Tōsandō pendant la période Asuka. En 1611 cependant, durant l'époque d'Edo, quand un port fut établi à Maibara, elle fut intégrée au Nakasendō, permettant aux voyageurs de se rendre à Ōtsu-juku. Située entre des montagnes, c'était un emplacement idéal pour les voyageurs.
En 1843, la station comptait 808 résidents et 178 bâtiments dont un honjin, un honjin secondaire et dix hatago.

## Stations voisines
Nakasendō
Samegai-juku – Banba-juku – Toriimoto-juku